# Botanophila pamirensis
Botanophila pamirensis är en tvåvingeart som först beskrevs av Ackland 1967.  Botanophila pamirensis ingår i släktet Botanophila och familjen blomsterflugor. Inga underarter finns listade i Catalogue of Life.